# Родіонов Микола Миколайович
Микола Миколайович Родіонов (30 квітня 1915, село Чернь Тульської губернії, тепер смт. Чернського району Тульської області, Російська Федерація — 28 січня 1999, місто Москва) — радянський державний діяч, 2-й секретар ЦК КП Казахстану, 1-й секретар Челябінського обласного комітету КПРС, 1-й секретар Ленінградського міського комітету КПРС, заступник міністра закордонних справ СРСР, надзвичайний і повноважний посол СРСР в Югославії. Член Бюро ЦК КП Казахстану в 1960—1962 роках. Кандидат у члени ЦК КПРС у 1961—1966 роках. Член ЦК КПРС у 1966—1986 роках. Депутат Верховної ради Казахської РСР 5-го скликання. Депутат Верховної ради СРСР 5—9-го скликань.

## Життєпис
Народився в родині службовця. З 1931 року — планувальник Подольського механічного заводу, майстер, старший майстер Подольського заводу імені Орджонікідзе Московської області.
У 1941 році закінчив Московський інститут сталі імені Сталіна, інженер-металург.
У 1941—1946 роках — інженер, начальник термічного сектора Магнітогорського металургійного комбінату Челябінської області.
Член ВКП(б) з 1944 року.
У 1946—1948 роках — старший науковий співробітник, начальник лабораторії, в 1948—1949 роках — секретар партійного бюро Центрального науково-дослідного інституту (ЦНДІ-48) в Ленінграді.
У 1949—1954 роках — 1-й секретар Смольнинського районного комітету ВКП(б) (КПРС) міста Ленінграда.
У 1954—1956 роках — 2-й секретар Ленінградського міського комітету КПРС.
У 1956 — грудні 1957 року — 2-й секретар Ленінградського обласного комітету КПРС.
24 грудня 1957 — 8 січня 1960 року — 1-й секретар Ленінградського міського комітету КПРС.
19 січня 1960 — 26 грудня 1962 року — 2-й секретар ЦК КП Казахстану.
У грудні 1962 — жовтні 1965 року — заступник голови Ради народного господарства (раднаргоспу) Ленінградського (Північно-Західного) економічного району.
29 жовтня 1965 — 28 липня 1970 року — 1-й секретар Челябінського обласного комітету КПРС.
У липні 1970 — травні 1978 року — заступник міністра закордонних справ СРСР.
16 травня 1978 — 27 травня 1986 року — надзвичайний і повноважний посол СРСР у Соціалістичній Федеративній Республіці Югославії.
З травня 1986 року — персональний пенсіонер союзного значення в Москві. Посол з особливих доручень Міністерства закордонних справ СРСР.
Помер 28 січня 1999 року. Похований в Москві на Троєкуровському цвинтарі.

## Родина
Дружина — Родіонова Раїса Матвіївна. Син Юрій, дочка Алла.

## Нагороди
- три ордени Леніна
- орден Жовтневої Революції
- орден Трудового Червоного Прапора
- два ордени Червоної Зірки
- орден Дружби народів
- медалі
- надзвичайний і повноважний посол СРСР